# Mikola Plaviuk
Mikola Vassíliovitx Plaviuk (ucraïnès: Микола Васильович Плав'юк), nascut el 5 de juny del 1925 a Russiv en l'óblast d'Ivano-Frankivsk, i mort el 10 de març del 2012 a Hamilton (Ontario), Canadà, fou un polític ucraïnès. Emigrant, fou president del Congrés mundial ucraïnès del 1978 al 1981 i després de l'UNR a l'exili de 1989 à 1992.
Durant una sessió solemne de la Rada Suprema el 22 d'agost de 1992 a Kíev, Mikola Plaviuk lliurà a Leonid Kravtxuk, President de l'Estat Independent Ucraïnès proclamat el 24 d'agost de 1991, una declaració de delegació de poder i un cessament d'activitat del centre estatal de la República Nacional Ucraïnesa (UNR) a l'exili.
En aquesta declaració es precisa que el nou Estat ucraïnès és el successor legítim de l'UNR.